# Джон Драйден
 Джон Дра́йден  (англ. John Dryden; 19 серпня 1631, Олдвінкл, графство Нортгемптоншир — 12 травня 1700, Лондон) — англійський поет, драматург, критик, байкар, який зробив основним розміром англійської поезії александрійські вірші, які більше інших сприяли утвердженню в англійській літературі естетики класицизму. Його вплив на сучасників був настільки всеосяжним, що період з 1660 по 1700 рік в історії англійської літератури прийнято іменувати «століттям Драйдена».

## Життєпис
Драйден народився 19 серпня 1631 в Олдвінкл (графство Нортгемптоншир), навчався в Вестмінстерській школі та в Триніті-коледжі. Все життя займався літературною творчістю. Писав вірші, драми, прозу. Багато перекладав з французької та латині (у тому числі «Енеїду»). В естетичному відношенні дотримувався зразків французького класицизму (Буало, Мольєр, Лафонтен).
У молодості Драйден був республіканцем — пуританином, а потім — з реставрацією Стюартів — перейшов до протилежного табору. Крім блискучих комедій («Marriage A-la-Mode») і трагедій («All for Love» — переробка шекспірівського «Антонія і Клеопатри», «Завоювання Гранади», «Едіп» (у співавторстві з Натаніел Лі), найбільшу славу серед сучасників Драйдену принесла алегорична сатира на тему дня, спрямована проти політичних супротивників Стюартів. Драйден працював над створенням англійської опери (він, між іншим, переробив «Втрачений рай» Мілтона в оперу під назвою «Безневинний стан»).
Найбільший прозовий твір Драйдена — «Про драматичну поезію» (1668). Ставлячись з великою повагою до Шекспіра, Бена Джонсона та інших своїх великих попередників, Драйден говорить в ньому і про «дефекти» в їхніх творах з точки зору «аристотелівського» вчення про три єдності.